# Tram van Szczecin

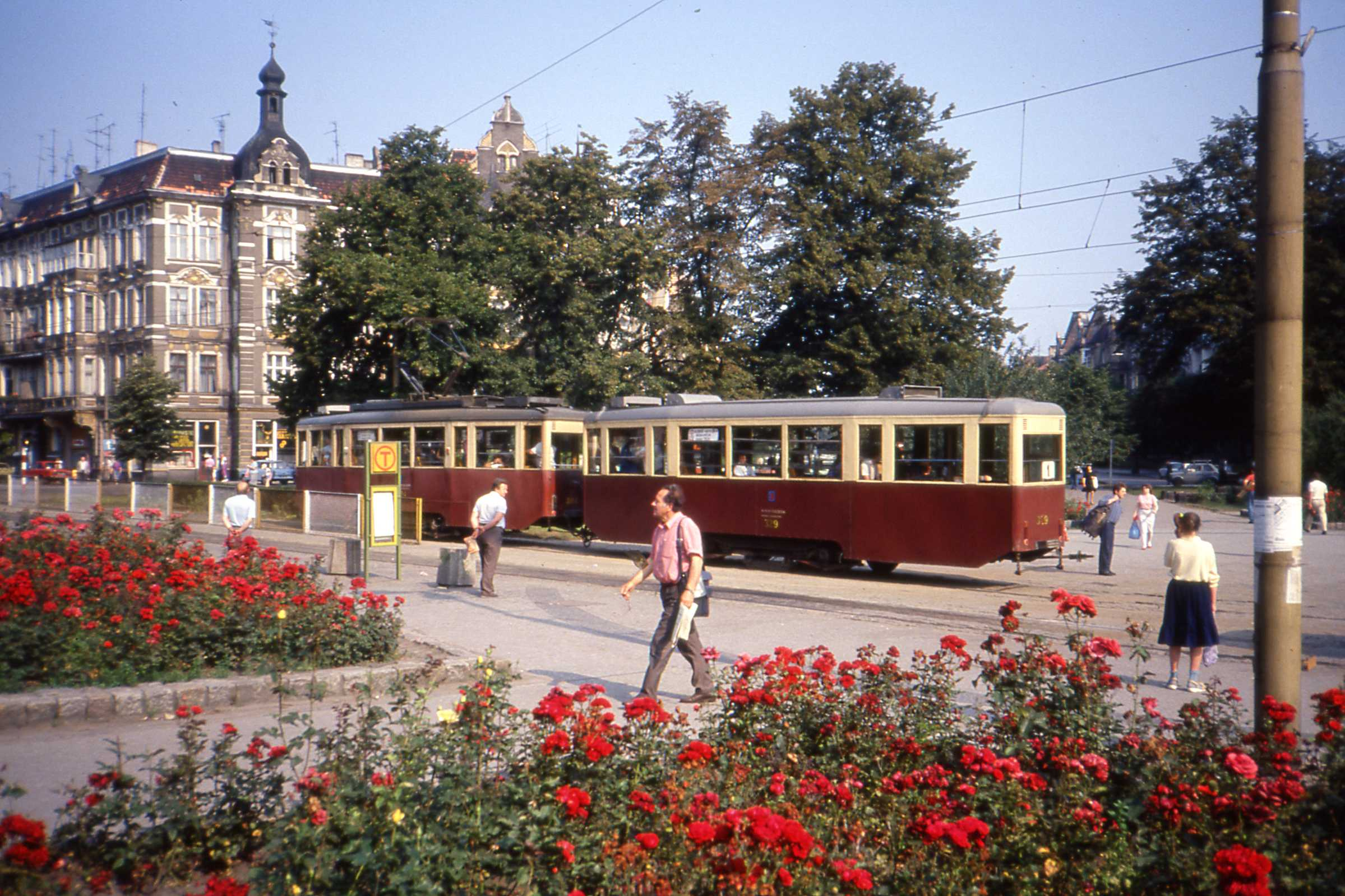
Een tweeasser van het type 4N; dit tramtype deed dienst tot 1996.

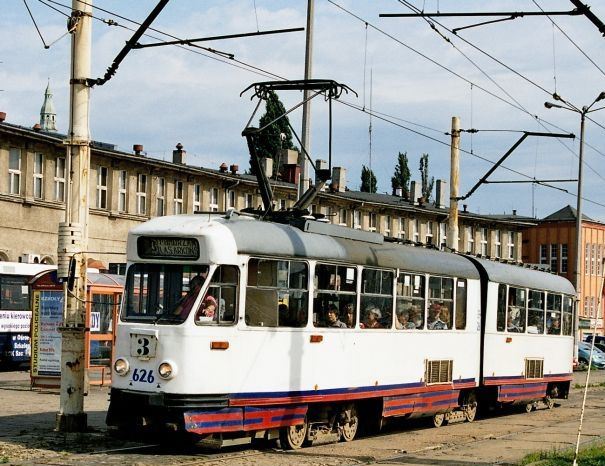
Oude enkelgelede wagen van het type 102Na. Dit tramtype deed dienst tussen 1971 en 2007.

De tram van Szczecin is een deel van het openbaar vervoer in de Poolse stad Szczecin. Het tramnet bestaat uit twaalf dagelijkse lijnen en de seizoensgebonden toeristische lijn "0", die bediend wordt door historische tramstellen. De totale lengte van de spoorwegen is meer dan 119 km, en de spoorbreedte 1435 mm. In de loop zijn twee depots gevestigd en twaalf keerlussen, waaronder vijf op straatniveau. De daglijnen (nachtlijn werd in 1996 opgeheven) worden uitgevoerd door het bedrijf Tramwaje Szczecińskie, namens de autoriteit voor wegen en openbaar vervoer, de toeristische lijn is een initiatief van de vereniging van liefhebbers van openbaar vervoer in Szczecin (Szczecińskie Towarzystwo Miłośników Komunikacji Miejskiej).

## Geschiedenis

### Paardentram
Op 23 augustus 1879 werd de eerste paardentramlijn van de Westend via de Berlijnse Poort, Rossmarkt, Königstor naar Elysium geopend. Twee maanden later, op 16 oktober 1879, werd de tweede lijn in gebruik genomen. Tussen de Berlijnse Poort en de Grabower Straße werd de route van de eerste lijn gebruikt. De lengte van het tramnet was ongeveer 11,5 kilometer. Op 3 augustus 1885 werd de eerste aangelegde lijn in twee lijnen verdeeld, een lijntak leidde van het Centraal Station naar Elysium en de tweede van het Centraal Station naar Westend. Op dezelfde dag werd een andere lijn geopend.

### Elektrificatie en tijd tot de Tweede Wereldoorlog
Op 4 juli 1897 werd de eerste elektrische tramlijn geopend. Het ging vanaf het Westend naar de Breiten Straße. In 1900 werd de elektrificatie van alle tramlijnen voltooid. Op 1 oktober 1904 werd de lijn geopend van de Berlijnse Poort naar de Centrale Begraafplaats. In 1905 waren de lijnen genummerd en gemarkeerd met kleuren.
- Lijn 1: Westend (Łękno) – Lastadie (Łasztownia) (lijnkleur: geel)
- Lijn 2: Berliner Tor (Brama Portowa) – Zentralfriedhof (Cmentarz Centralny) (lijnkleur: grijs)
- Lijn 3: Nemitz (Niemierzyn) – Hauptbahnhof (lijnkleur: oranje)
- Lijn 4: Pommerensdorf (Pomorzany) – Arndtplatz (pl. Szarych Szeregów) (lijnkleur: groen)
- Lijn 5: Alleestr. (Wawrzyniaka) – Turnerstr. (Jagiellońska) – Unterwiek (Jana z Kolna) (lijnkleur: blauw)
- Lijn 6: Hauptbahnhof – Zabelsdorf (Niebuszewo) (lijnkleur: wit)
- Lijn 7: Frauendorf (Golęcino) – Bellevue (Potulicka) (lijnkleur: rood)[3]

In 1907 werd het tramdepot Niemierzyn geopend. Het depot Golęcin werd in 1912 in gebruik genomen. De bestaande tramlijnen zijn meerdere keren verlengd tot de Eerste Wereldoorlog. In 1912 werd een andere lijn, lijn 8 in gebruik genomen. Het ging vanaf het Schinkelplatz (pl. Kościuszki) naar de Grabower Straße. Vanaf 1923 ging lijn 4 naar de Centrale Begraafplaats, de lijnen 2 en 8 waren afgesloten vanwege gebrek aan trammaterieel. Een jaar later werd lijn 2 geactiveerd. In 1926 begon de bouw van een tramverbinding met de luchthaven, in 1927 de uitbreiding naar de luchthaven was voltooid. De lengte van het tramnetwerk bedroeg 50,3 km in 1940.

### Periode na 1945
Na afloop van de Tweede Wereldoorlog was ongeveer 75% van de spanningsnet, 70% van de trammaterieel en 56% van het totale tramnetwerk vernietigd. De eerste tramlijn die weer in dienst kon komen was lijn 3 in de omgeving van tramremise Niemierzyn. De volgende lijnen waren in 1947 in dienst:
- Lijn 1: Wojska Polskiego – Brama Portowa (Berliner Tor)
- Lijn 3: Las Arkoński (Eckerberger Wald) – Hauptbahnhof
- Lijn 4: Matejki – pl. Kościuszki
- Lijn 6: Gocław (Gotzlow) – Lubeckiego
- Lijn 7: Hutnicza – Mickiewicza

In 1949 kregen de tramlijnen nummers: 
- Lijn 1: Zajezdnia Pogodno – Wojska Polskiego – Brama Portowa
- Lijn 2: Kołłątaja – Bahnhof Niebuszewo (Zabelsdorf)
- Lijn 3: Pomorzany (Tiergarten) – Las Arkoński
- Lijn 4: Powstanców Wlkp. – Hauptbahnhof
- Lijn 5: Lubeckiego – Ku Słoścu
- Lijn 6: Gocław – Lubeckiego
- Lijn 7: Żołnierska – Jana z Kolna (Unterwiek)

## Lijnen
|  | Traject |
|  | --- |
|  | Osiedle Zawadzkiego ↔ Potulicka Szafera – Wojska Polskiego – Piłsudskiego – Matejki – Plac Żołnierza Polskiego – Niepodległości – 3 Maja – Narutowicza – Potulicka                                                                    |
|  | Dworzec Niebuszewo ↔ Turkusowa Orzeszkowej – Asnyka – Kołłątaja – Wyzwolenia – Niepodległości – Wyszyńskiego – Energetyków – Gdańska – Eskadrowa – Hangarowa – Jaśminowa                                                              |
|  | Osiedle Zawadzkiego ↔ Pomorzany Szafera – Arkońska – Niemierzyńska – Krasińskiego – Wyzwolenia – Niepodległości – Dworcowa – Nowa – Kolumba – Chmielewskiego – Smolańska                                                              |
|  | Osiedle Zawadzkiego ↔ Stocznia Szczecińska Szafera – Sosabowskiego – Żołnierska – Mickiewicza – Bohaterów Warszawy – Jagiellońska – Piastów – Piłsudskiego – Matejki – Malczewskiego – Parkowa – Dubois – Firlika                     |
|  | Gocław ↔ Pomorzany Lipowa – Światowida – Strzałowska – Wiszesława – Dębogórska – Ludowa – Druckiego-Lubeckiego – Stalmacha – Nocznickiego – Firlika – Łady – Jana z Kolna – Nabrzeże Wieleckie – Kolumba – Chmielewskiego – Smolańska |
|  | Osiedle Zawadzkiego ↔ Turkusowa Szafera – Sosabowskiego – Żołnierska – Mickiewicza – Bohaterów Warszawy – Krzywoustego – Plac Zwycięstwa – Wyszyńskiego – Energetyków – Gdańska – Eskadrowa – Hangarowa – Jaśminowa                   |
|  | Gumieńce ↔ Turkusowa Kwiatowa – Ku Słońcu – Sikorskiego – Krzywoustego – Plac Zwycięstwa – Wyszyńskiego – Energetyków – Gdańska – Eskadrowa – Hangarowa – Jaśminowa                                                                   |
|  | Głębokie ↔ Potulicka Wojska Polskiego – Wawrzyniaka – Bohaterów Warszawy – Krzywoustego – Plac Zwycięstwa – Niepodległości – 3 Maja – Narutowicza – Potulicka                                                                         |
|  | (Głębokie ↔) Las Arkoński ↔ Plac Rodła ↔ Gumieńce (Wojska Polskiego – Arkońska –) Niemierzyńska – Krasińskiego – Wyzwolenia – Niepodległości – Plac Zwycięstwa – Krzywoustego – Sikorskiego – Ku Słońcu – Kwiatowa                    |
|  | Ludowa ↔ Pomorzany Ludowa – Druckiego-Lubeckiego – Stalmacha – Nocznickiego – Firlika – Dubois – Parkowa – Malczewskiego – Matejki – Piłsudskiego – Piastów – Powstańców Wielkopolskich – Budziszyńska                                |
|  | Dworzec Niebuszewo ↔ Pomorzany Orzeszkowej – Asnyka – Kołłątaja – Wyzwolenia – Piłsudskiego – Piastów – Powstańców Wielkopolskich – Budziszyńska                                                                                      |

## Trammaterieel

### Huidig materieel
De tram van Szczecin heeft in 2024 in totaal 204 wagens in dienst van de volgende tramtypes:
| Afbeelding | Serie                               | Fabrikant                        | Aantal gebouwd (nu in dienst) | Bijnamen         | Geleverd  | Exploitatie  |
| ---------- | ----------------------------------- | -------------------------------- | ----------------------------- | ---------------- | --------- | ------------ |
|            | Konstal 105Ng/2015                  | Centralne Warsztaty w Szczecinie | 12                            | Kocur            | 2000-2001 | 2001 - heden |
|            | Konstal 105N2k/2000                 | Alstom Konstal                   | 14                            | Bulwa            | 2001      | 2001 - heden |
|            | Protram 105N2k/2000/D               | Protram                          | 6                             | Bulwa            | 2007      | 2007 - heden |
|            | Tatra KT4DtM                        | ČKD                              | 72                            | Katówka, Kanarek | 2007      | 2007 - heden |
|            | Tatra T6A2D                         | ČKD                              | 48                            |                  | 2008      | 2008 - heden |
|            | Moderus Alfa HF09                   | Modertrans Poznań                | 2                             |                  | 2008      | 2008 - heden |
|            | Moderus Alfa HF10AC                 | Modertrans Poznań                | 12                            |                  | 2011-2013 | 2011 - heden |
|            | Pesa 120NaS                         | Pesa                             | 6                             | Swing            | 2011      | 2011 - heden |
|            | Pesa 120NaS2                        | Pesa                             | 22                            | Swing            | 2013-2014 | 2013 - heden |
|            | Moderus Beta MF15AC/MF25AC/MF29ACBD | Centralne Warsztaty w Szczecinie | 10                            |                  | 2014-2015 | 2014 - heden |